# Амбарцум Карапетов
Карапетов Амбарцум Іванович (1853 — ?) — російський архітектор вірменського походження XIX — початку XX століття, що працював у Тамбовській (Росія) та Таврійській губерніях.

## Біографія
Навч. у С.-Петербур. АМ (1876–81). За проект міської картин. галереї з відділ. для постій. виставки отримав звання клас. художника 3-го ступеня (1882). Наприкінці 19 — на поч. 20 ст. провадив архіт. діяльність у Криму, зокрема працював у буд. відділі Таврій. губерн. правління, був єпархіал. архітектором. 1900 очолював делегацію від Таврій. губерн. правління на Всерос. з'їзді зодчих у Москві. Серед реаліз. проектів — дзвіниця церкви св. Іллі у м. Саки (1894), перебудова та розширення пн. вівтаря церкви Івана Предтечі (1895), храми Успіння Пресвятої Богородиці та Вознесіння Господнього (обидві — 1907) у м. Керч, казенна палата (1900), церква Трьох Святителів (1902) у Сімферополі.

## Відомі проекти
- Північний притвор церкви Святого Іоанна Предтечі (1895—1896 роки, Керч)
- Казенна палата (1897—1900 рік, Сімферополь).
- Церква Трьох Святителів (Семінарська церква) (1900—1902 роки, Сімферополь).
- Церква Св. Луки (1904, Лакі).
- Дзвіниця храму Святого Іллі (Саки).
- Церква Вознесіння Господнього, нині Храм Успіння Пресвятої Богородиці (Успенська церква) (1907, Керч, Старий карантин).[3]

## Галерея

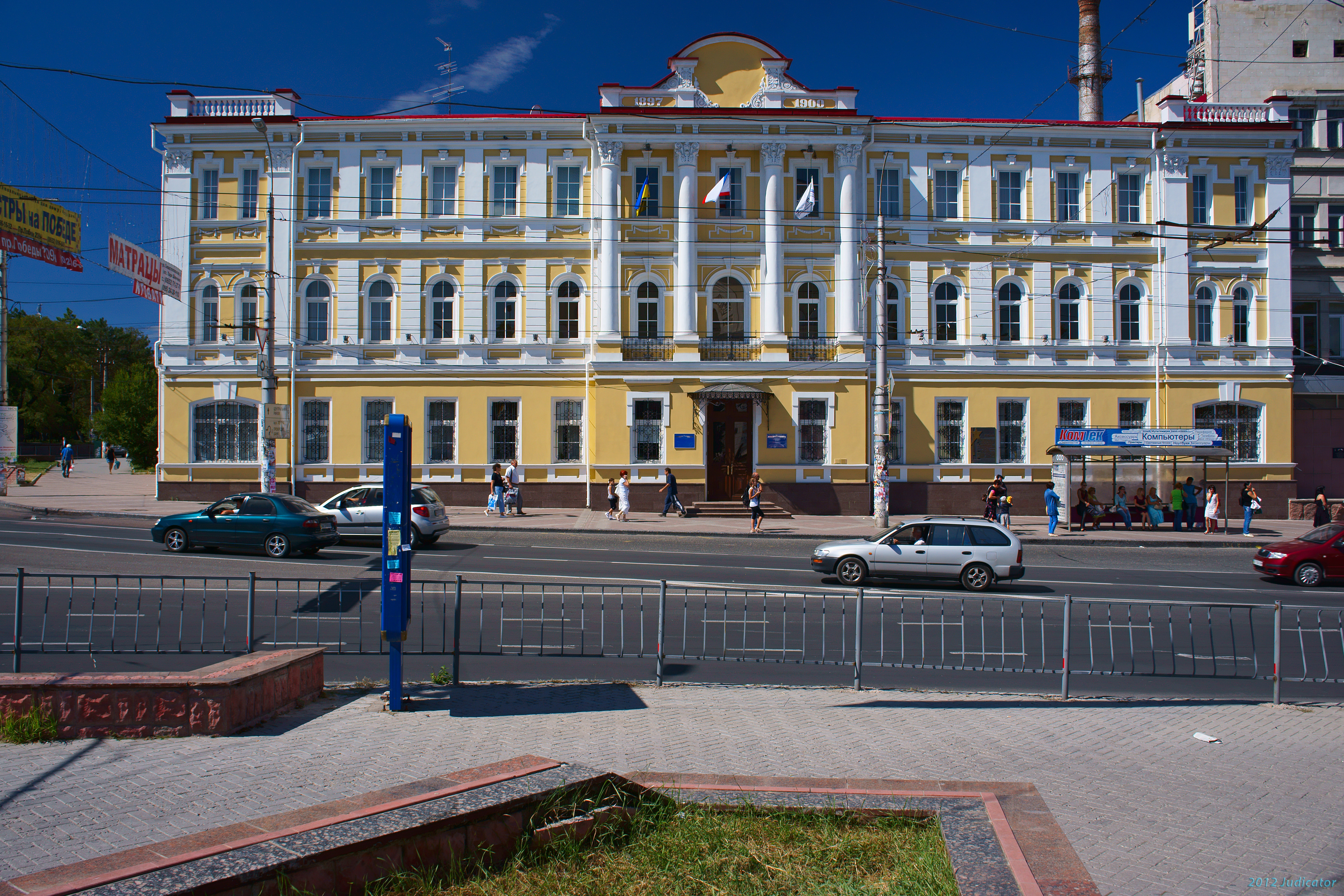
Будівля казенної палати, 1897-1900, Сімферополь. Нині головний офіс компанії «Чорноморнафтогаз»
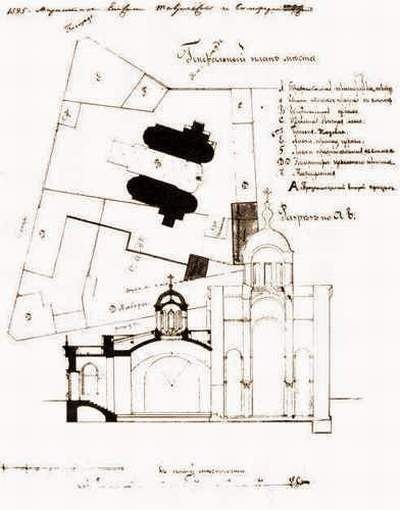
Північний притвор церкви Святого Іоанна Предтечі, проєкт
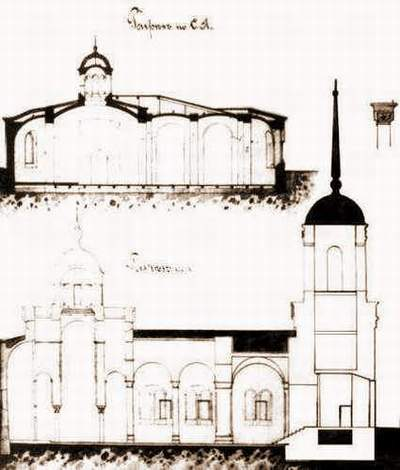
Північний притвор церкви Святого Іоанна Предтечі
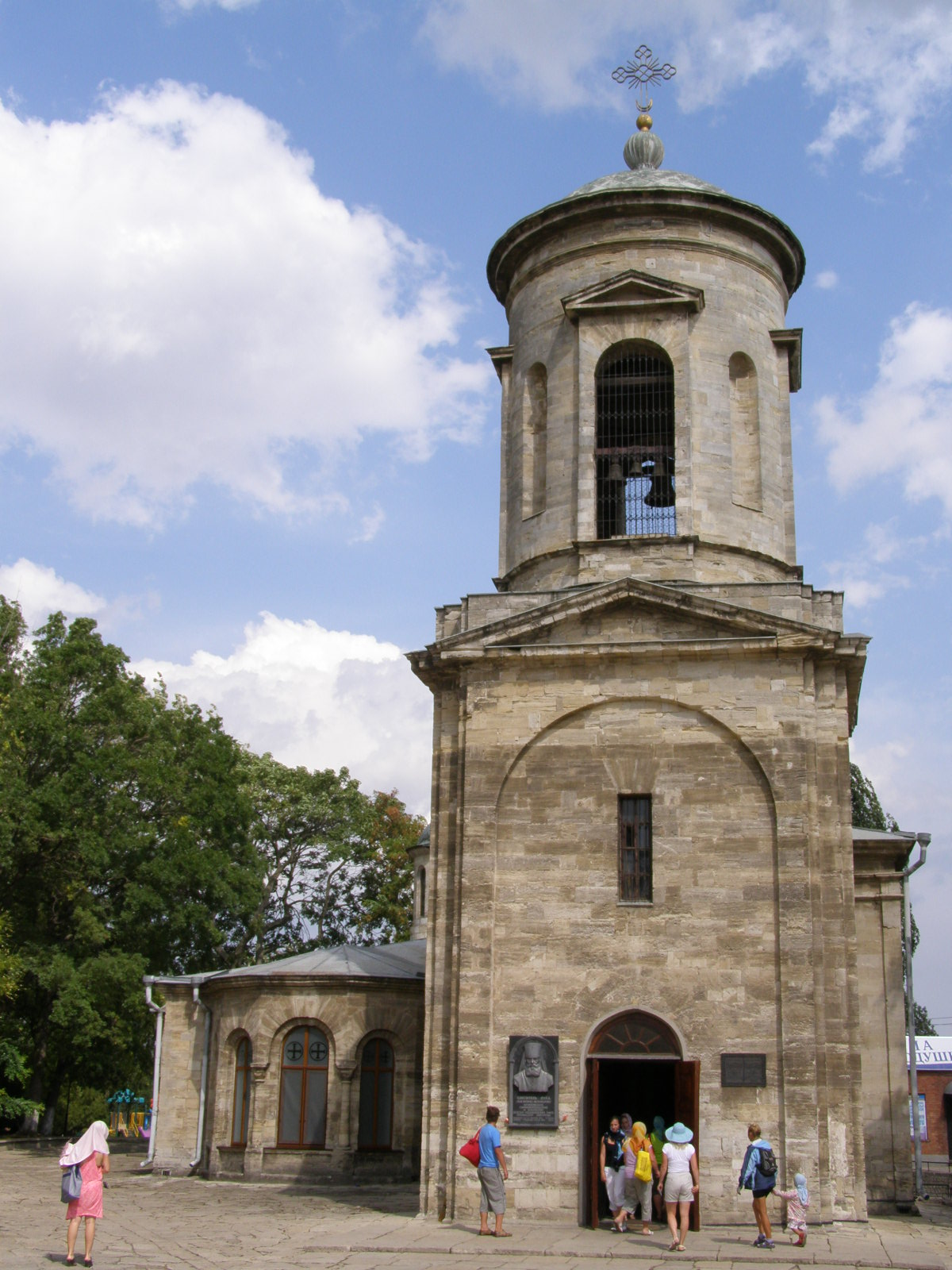
церкви Святого Іоанна Предтечі, дзвіниця доби класицизму
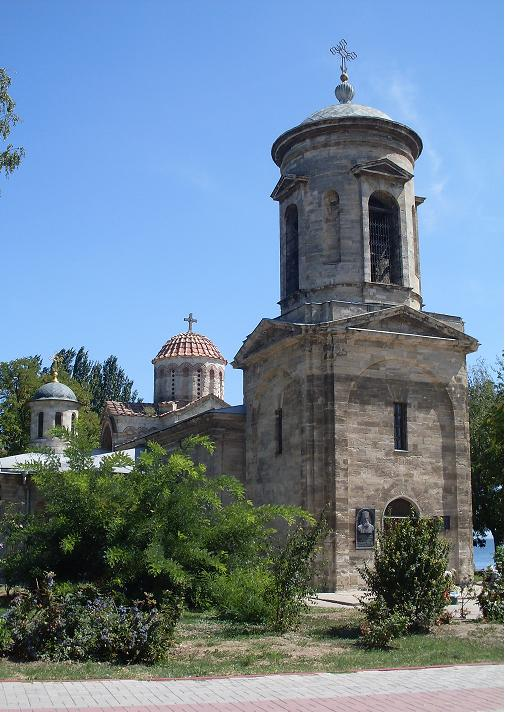
церкви Святого Іоанна Предтечі, дзвіниця церкви, прибудована в стилі класицизму.
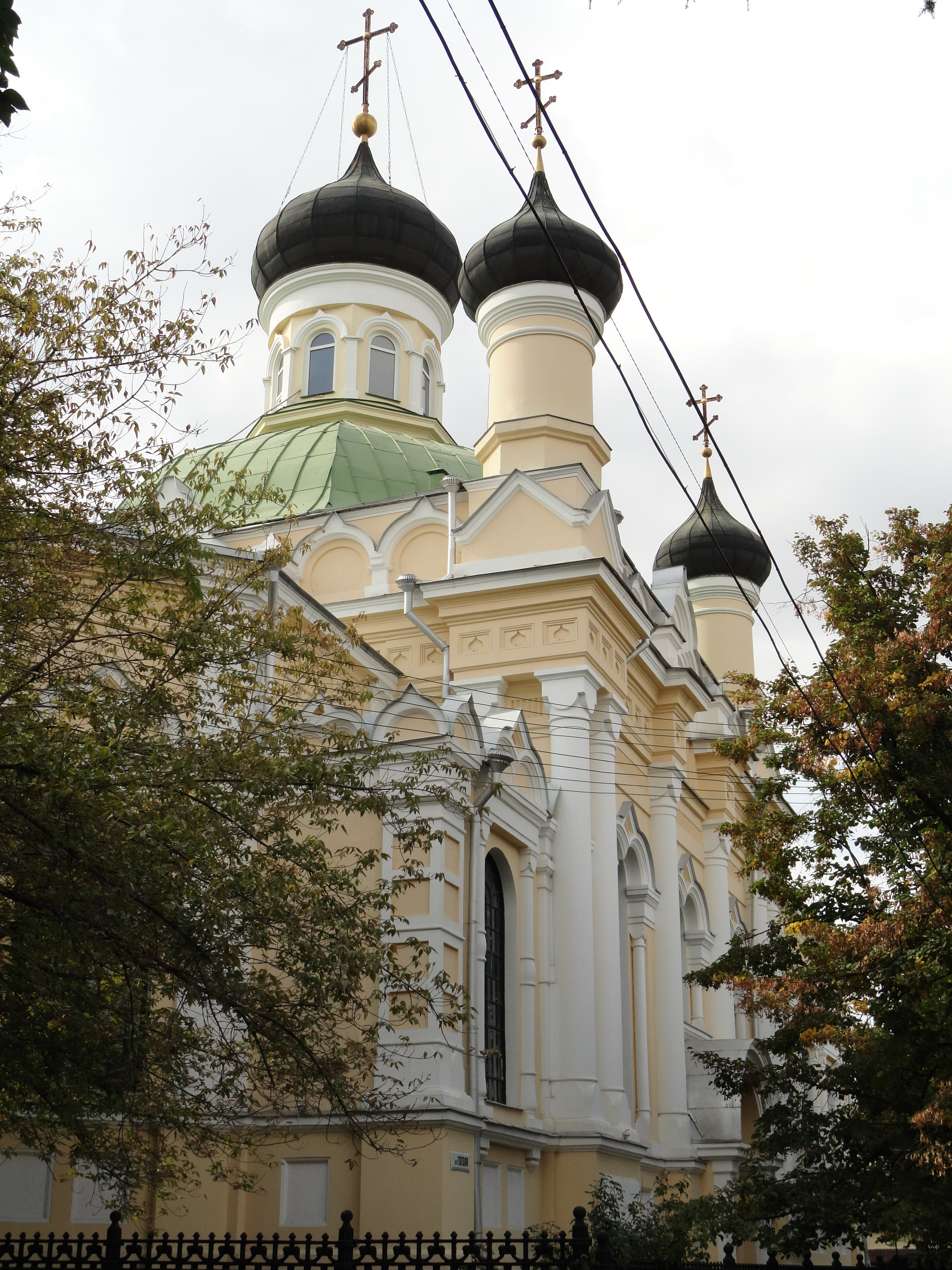
Церква Трьох Святителів (Семінарська церква), Сімферополь
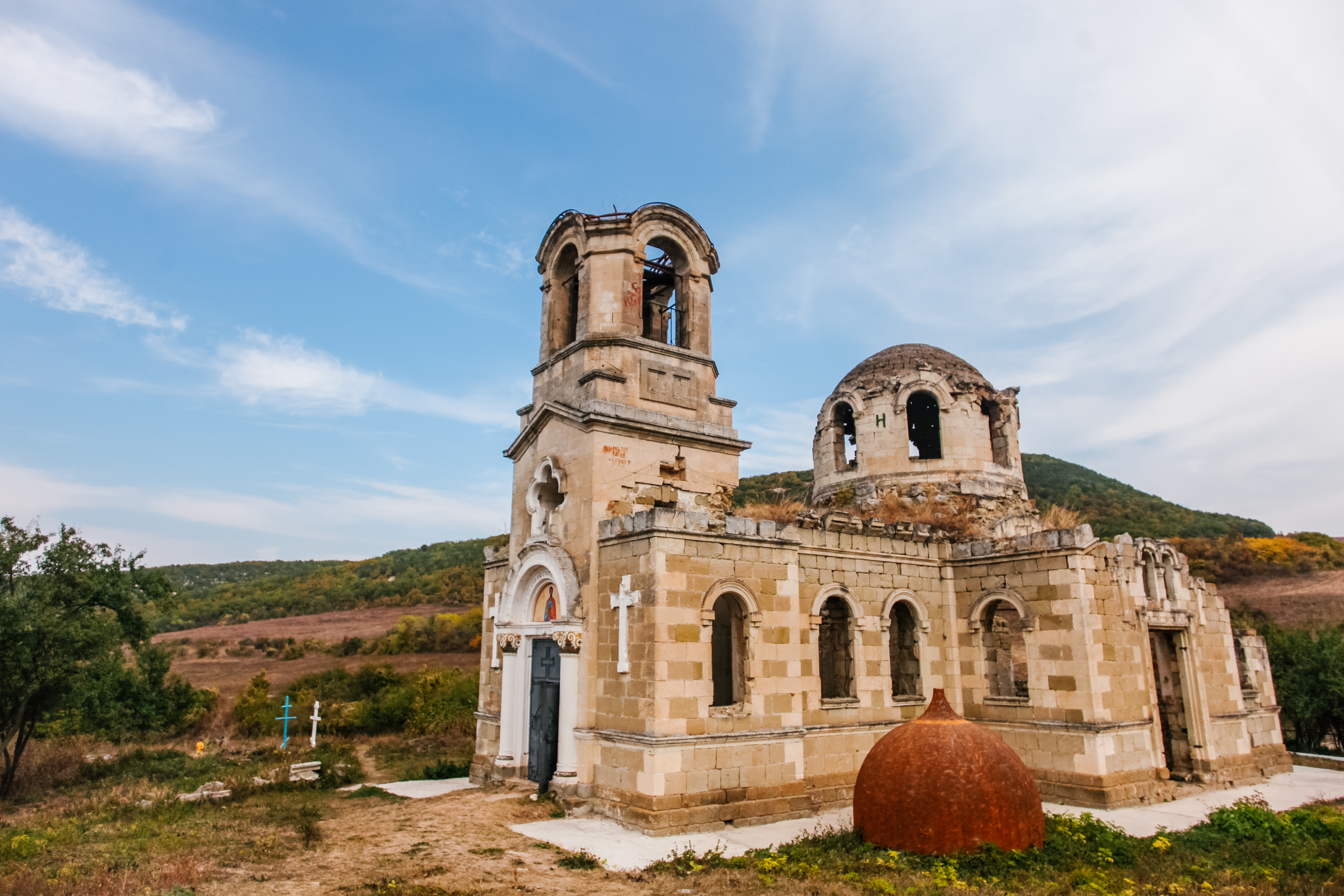
Церква в ім'я Святого Апостола та Євангеліста Луки, 1904, село Лакі (Горянка, Бахчисарайський район, зараз не існує)
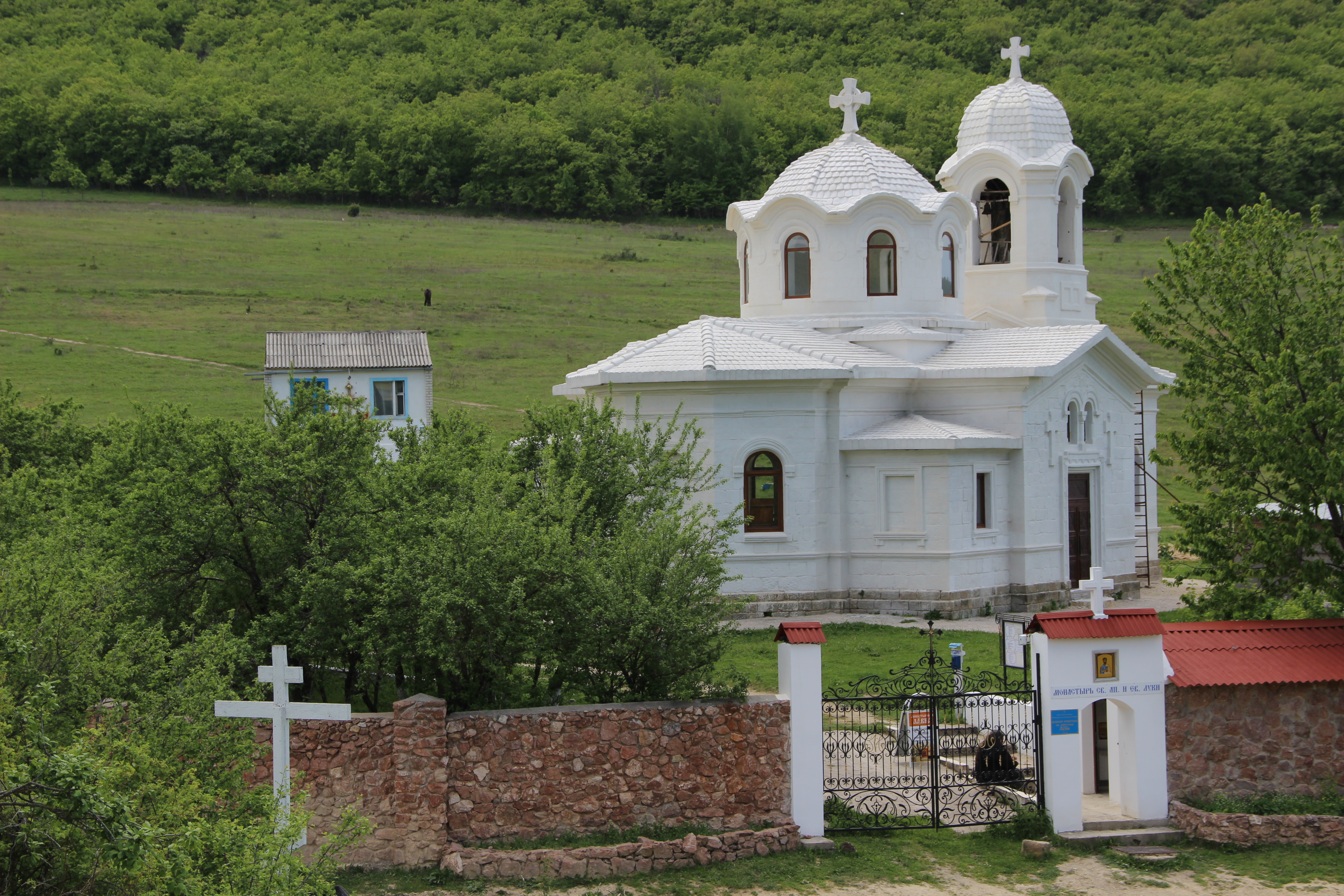
Церква в ім'я Святого Апостола та Євангеліста Луки, 1904, село Лакі, після реставрації
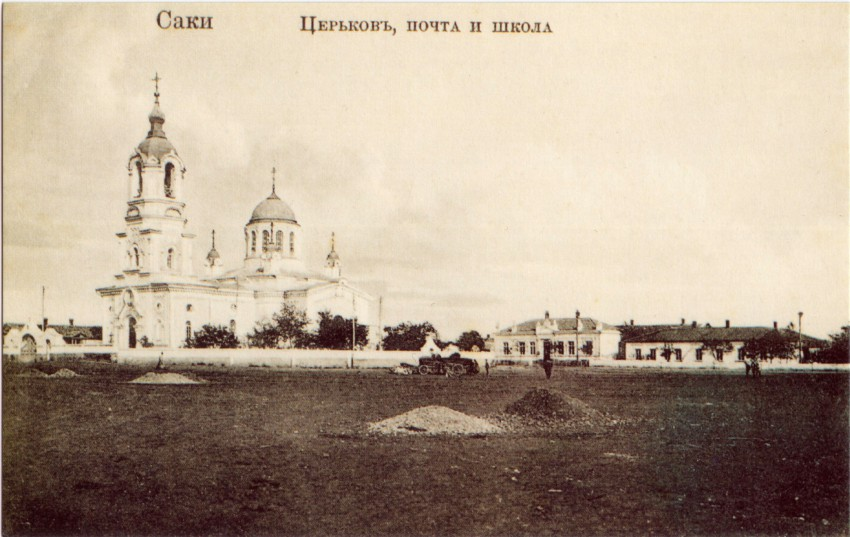
Дзвіниця церкви Іллі Пророка, Саки
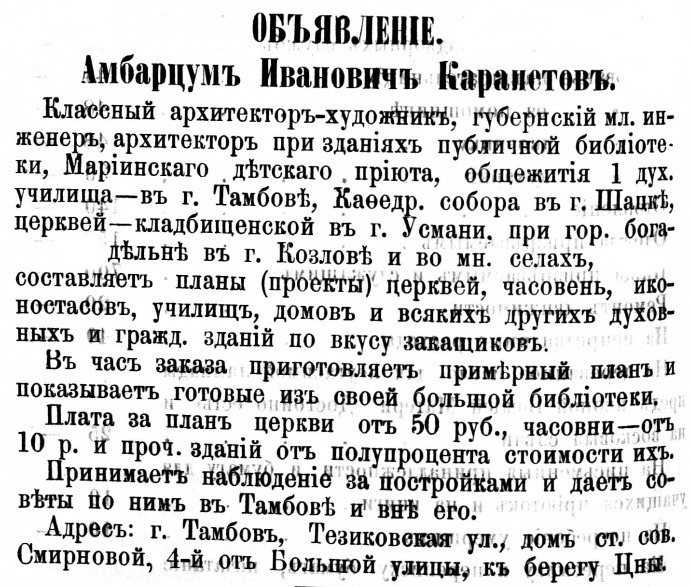
Реклама архітектора А. І. Карапетова, Тамбовські Єпархіальні Відомості. 1885 р. № 11.